# Museu de la Guerra de Letònia
El Museu de la Guerra de Letònia (en letó: Latvijas Kara muzejs) es va crear el 1916 amb el nom de «Museu dels Fusellers de Letònia» a Riga capital de Letònia.

## Història
Al seu origen (1916) va estar associat al territori letó amb les operacions realitzades per la unitat militar nacional letona del batalló de fusellers de l'exèrcit roig durant la Primera Guerra Mundial. La seva primera seu es va instal·lar a les antigues fortificacions de la Torre de la Pólvora a Riga. A partir de 1937 es va edificar un nou edifici realitzat sota el projecte de Artūra Galindoma.
Durant l'ocupació soviètica de Letònia el 1940, les autoritats van tancar el museu. Part de la seva col·lecció va desaparèixer, mentre que alguns objectes i documents van poder ser traslladats a altres museus i arxius. Des de 1957 es va mostrar el museu com «Museu de la República Socialista Soviètica de Letònia», amb valuoses col·leccions sempre des de la perspectiva ideològica soviètica. Amb la restauració de la independència de Letònia a partir de 1990 se'l va nomenar com a Museu de la Guerra de Letònia i va tenir l'objectiu de fer conèixer la història política i militar del país, de forma especial la del segle xx, en què Letònia va haver de lluitar dues vegades per la seva llibertat.

## Col·leccions
L'exposició permanent mostra nombrosos objectes -dels 25.000 que posseeix-, com ara armes, uniformes i documents especialment sobre la Primera i Segona Guerra Mundial que va afectar Letònia, així com de les ocupacions que va ser objecte fins a assolir la seva indepéndencia.
El museu de la Guerra compta amb altres dues filials, una al municipi de Jelgava (Ziemassvētku kauju muzejs) i altra al municipi de Saldus (Oskara Kalpaka muzejs).

## Galeria

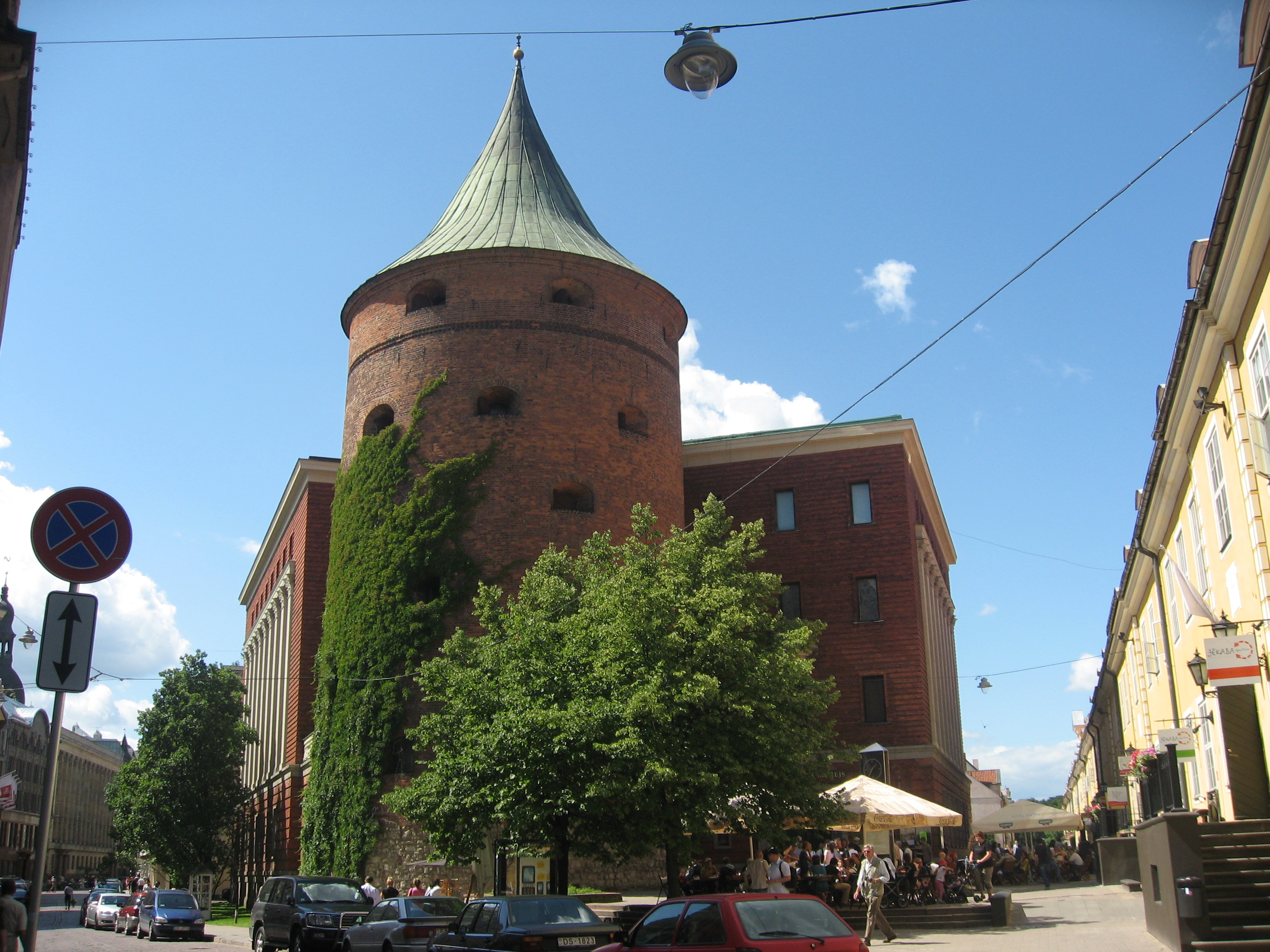
Antiga seu del museu: Torre de la Pólvora
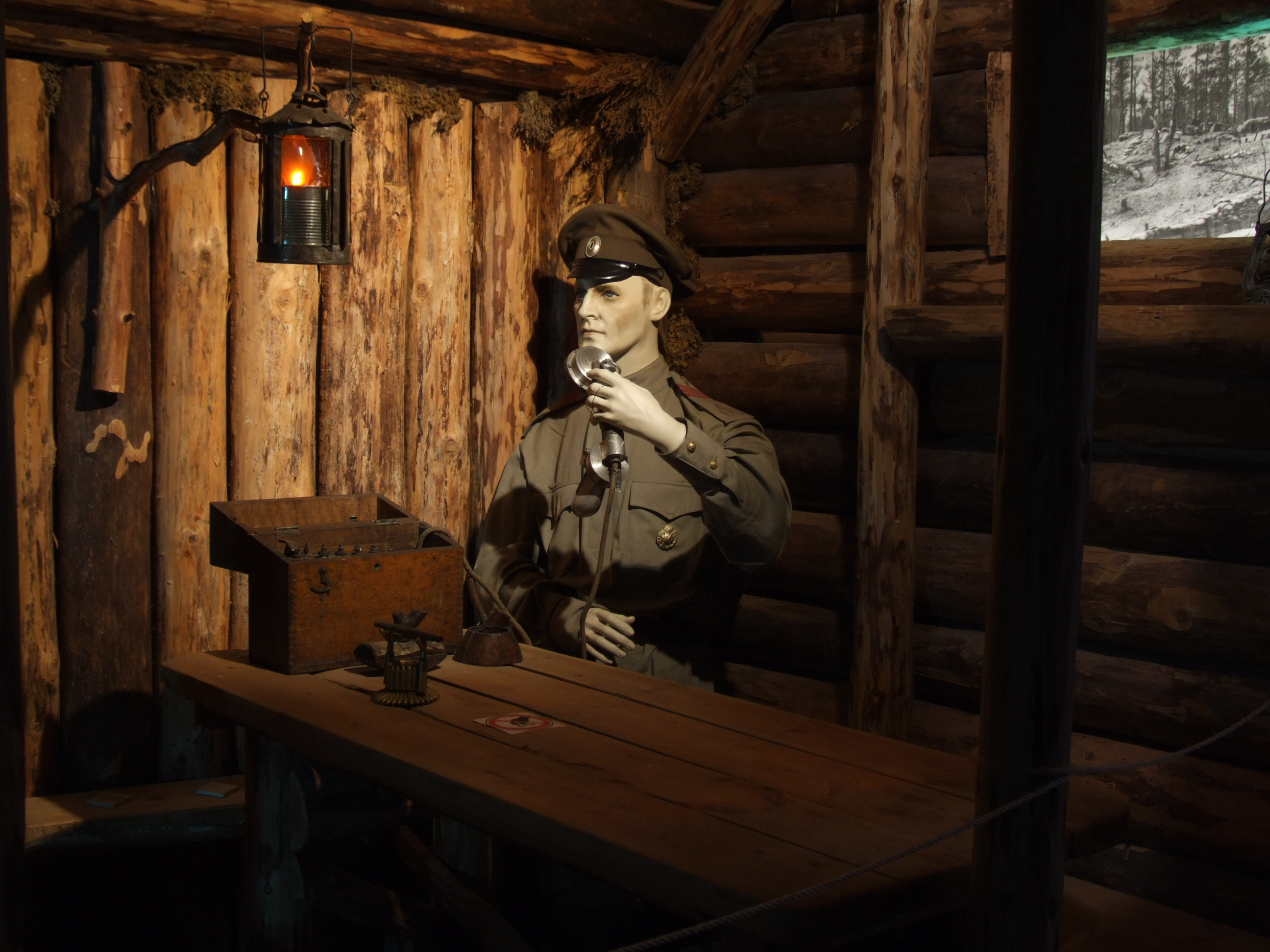
Representació de un soldat rus
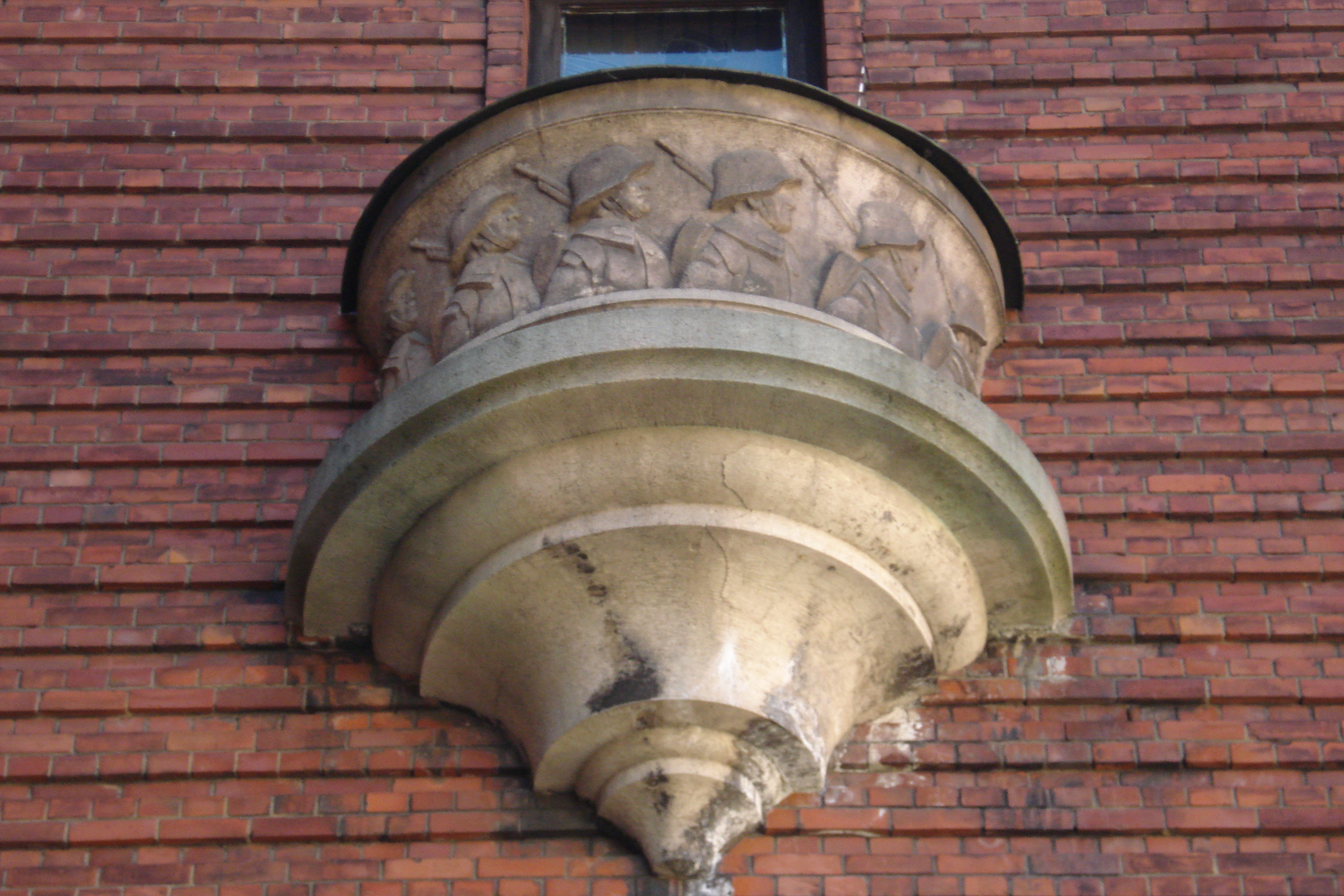
Detall de la façana actual
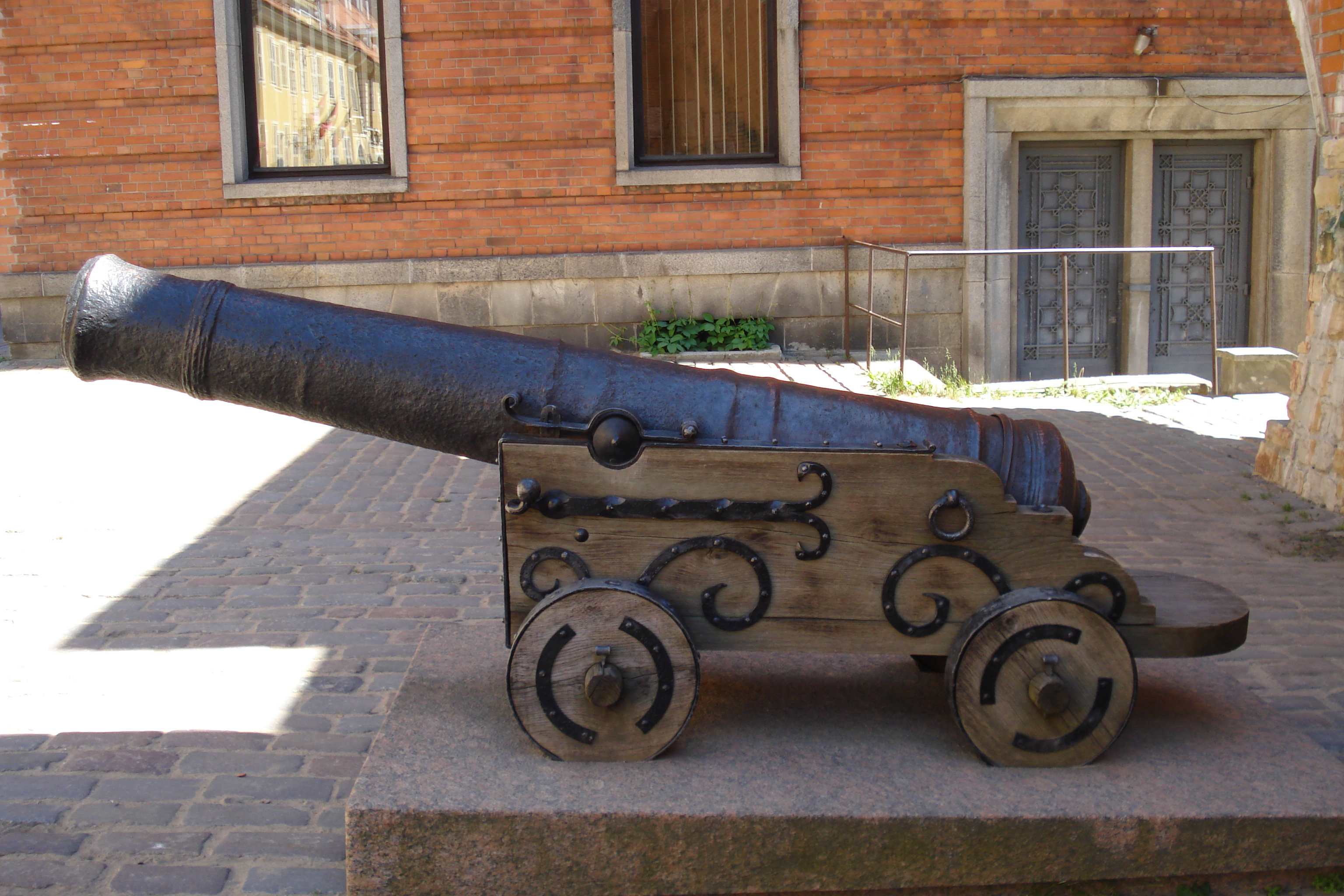
Canó vell prop de Museu de la Guerra de Letònia